# Barranc de Palau
El barranc de Palau és un barranc dels termes municipals de Tremp i Talarn que s'origina dins de l'antic terme de Fígols de Tremp i va a abocar-se en la Noguera Pallaresa al sud-est de Palau de Noguera, a l'antic terme de Palau de Noguera.
Es forma a 587,5 m. alt., en el Pla de Nascala, al costat de llevant de lo Tossal, muntanya que queda a llevant de Fígols de Tremp, des d'on baixa cap al sud-est per tal d'encaixar-se a la vall entre la serreta que hostatja el poble de Claret, al nord (la Serra de l'Empedrat, i el serrat llarg format a ponent pel Serrat de Cabicerans i la Serra de Cinto, al sud.
Quan arriba al fons de la vall rep de ponent, per la dreta, el barranc de Puiverd, i al cap de poc, també per la dreta rep la llau de la Font del Vidriol. Al cap d'un tros arriba just a migdia del poble de Claret i al nord del de Puigmaçana, on troba el límit del terme de Tremp, i el barranc entra en el de Talarn. Tot aquest tram és ple de meandres pel poc desnivell que han de davallar el barranc.
Just en entrar en terme de Talarn rep per la dreta la llau de les Planes, i poc després per l'esquerra el barranc de les Ametlles i travessa la zona de Picons, entre la Cabana de les Espoies, al nord, i la del Sastre, al sud. Poc després travessa les línies de ferrocarril i la carretera C-13, que és justament el lloc on torna a entrar en terme de Tremp, dins de l'antic municipi de Palau de Noguera, del qual ja no sortirà. Discorre pel sud del poble de Palau de Noguera, a una certa distància, i acaba el seu recorregut abocant-se en la Noguera Pallaresa al sector de los Plans.